# تپه آرشت
تپه آرشت مربوط به دوران پیش از تاریخ ایران باستان است و در شهرستان قزوین، بخش کوهین، روستای ارشت واقع شده و این اثر در تاریخ ۲۸ فروردین ۱۳۸۰ با شمارهٔ ثبت ۳۷۳۰ به‌عنوان یکی از آثار ملی ایران به ثبت رسیده است.